# Bulbine bruynsii
Bulbine bruynsii là một loài thực vật có hoa trong họ Thích diệp thụ. Loài này được S.A.Hammer miêu tả khoa học đầu tiên năm 1998.